# Tempus fugit
Tempus fugit е латински израз, който означава „времето бяга“, което по-често се превежда като „времето лети“. Изразът (както и Carpe diem) е използван като надпис върху часовници. „Tempus fugit“ се среща за пръв път като израз в един от стиховете в Георгики – второто основно произведение на древноримския поет Виргилий. Там пише следното: 
| „ | Sed fugit interea fugit irreparabile tempus. Но то бяга междувременно: невъзвратимото време бяга. | “ |

Значението често се предава по-книжовно като: „Междувременно невъзвратимото време лети.“, което е израз на човешкото притеснение, че времето е ограничено за всекиго, а често го разхищаваме, използвайки го за маловажни неща.